# Коток (фільм, 1995)
«Коток» (англ. The Mangler) — американський фільм жахів з елементами детективу 1995 року режисера Тоуба Гупера, сатира на нелюдську європейську промислову революцію. Екранізація оповідання Стівена Кінга «М'ясорубка».

## Сюжет
Невелике містечко в Новій Англії. У дуже старій будівлі розмістилася пральня «Блакитна стрічка», в якій працюють багато місцевих жителів. Одного разу з однією із працівниць відбувається нещасний випадок — жінка опиняється під величезним котком для прасування білизни, що обертається для неї летальним результатом. У пральні проводиться перевірка, в результаті якої співробітникам повідомляється, що місіс Фроулі померла через власну необережність.
«Блакитна стрічка» продовжує працювати у звичному режимі, але у детектива Джона Гантона викликає безліч підозр, щодо трагічної події, що відбулася у старій будівлі. Поспілкувавшись з працівниками пральні, детектив з'ясував, що жертвою котка зовсім недавно стала і дівчина Шеррі, яка серйозно порізалась механізмом. Сусід Гантона переконує його, що машиною керують демонічні сили. Джон скептично ставиться до цього припущення, але незабаром дізнається, що схожі нещасні випадки регулярно відбувалися і раніше.

## У ролях
| Актор           | Роль                       |
| --------------- | -------------------------- |
| Роберт Інглунд  | Вільям Гартлі              |
| Тед Левайн      | офіцер Джон Гантон         |
| Деніел Матмор   | Марк Джексон сусід Гантона |
| Джеремі Кратчлі | Дж. Дж. Дж. Пікчерман      |
| Ванесса Пайк    | Шеррі Велет                |
| Деметре Філліпс | Джордж Стеннер             |
| Ліза Морріс     | Лін Сью                    |
| Вєра Блекер     | місіс Адель Фроулі         |
| Ешлі Гейден     | Аннет Джиліан              |
| Денні Кеог      | Герб Дімент                |